# Mesud I
Mesud I o Masud I (1095-1156) (en turco moderno: I. Rükneddin Mesud o Rukn al-Din Mas'ud, en persa: ركن الدین مسعود) fue el sultán de los selyúcidas de Rum desde el año 1116 hasta su muerte en 1156.
Luchó contra los bizantinos, pero fue derrotado por Manuel Comneno en Iconio (o Konya). Luego se alió con ellos contra la segunda cruzada y derrotó a Conrado III de Alemania (1147) y a Luis VII de Francia (1148).
Hijo de Kilij Arslan I, nació en 1095, en el actual territorio de Turquía y su religión fue el islam. Tuvo un solo hijo varón, Kilij Arslan II, quien heredó todo su imperio. Mesud I también tuvo varias hijas. Una de ellas contrajo matrimonio con Juan Tzelepes Comneno, miembro de la casa real de Bizancio, que se había convertido al islam.

## Reinado
Después de la derrota y muerte de su padre (Kilij Arslan I) en la batalla del Río Jabur en 1107 a manos de Fajr al-Mulk Raduán de Alepo, Masud perdió el trono en favor de su hermano Melikshah. Masud, con la ayuda de los danisméndidas, logró recuperar Konya y derrotar definitivamente a su hermano en 1116. Como castigo, Masud ordenó que le arrancaran los ojos; tiempo después, lo asesinó. Posteriormente, traicionó a los danisméndidas, les arrebató sus tierras y se las anexó.

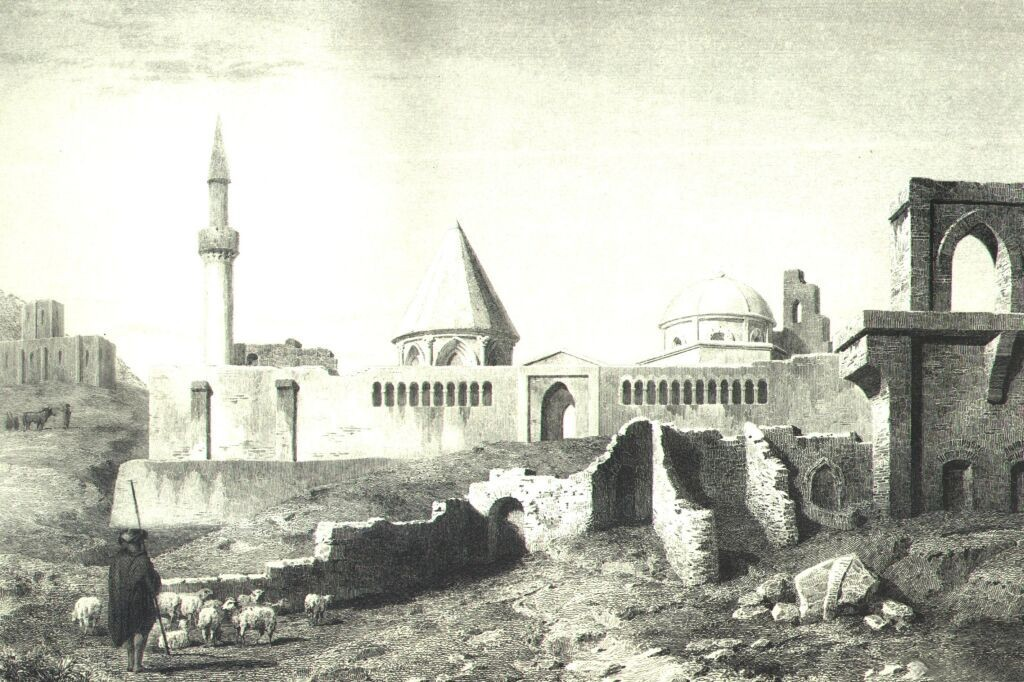
La mezquita de Aladino en Konya, en la moderna Turquía.

En 1130 ordenó la construcción de la mezquita de Aladino en Konya, que no se terminó hasta casi cien años más tarde, en 1221. No logró verla terminada, ya que falleció  en el año 1156. En agradecimiento por haberla mandado edificar, se le enterró en la mezquita. 
Hacia el final de su reinado luchó contra los ejércitos de la Segunda Cruzada. En 1147 venció al ejército que mandaba el emperador alemán Conrado III en Dorilea, cerca de la actual Eskişehir, y luego en 1148 al del rey francés Luis VII en Laodicea, cerca de la actual Denizli.
Le sucedió en el trono su hijo Kilich Arslan II. Una de sus hijas desposó a Juan Tzelepes Comneno, miembro de la familia real bizantina que se había convertido al islam.

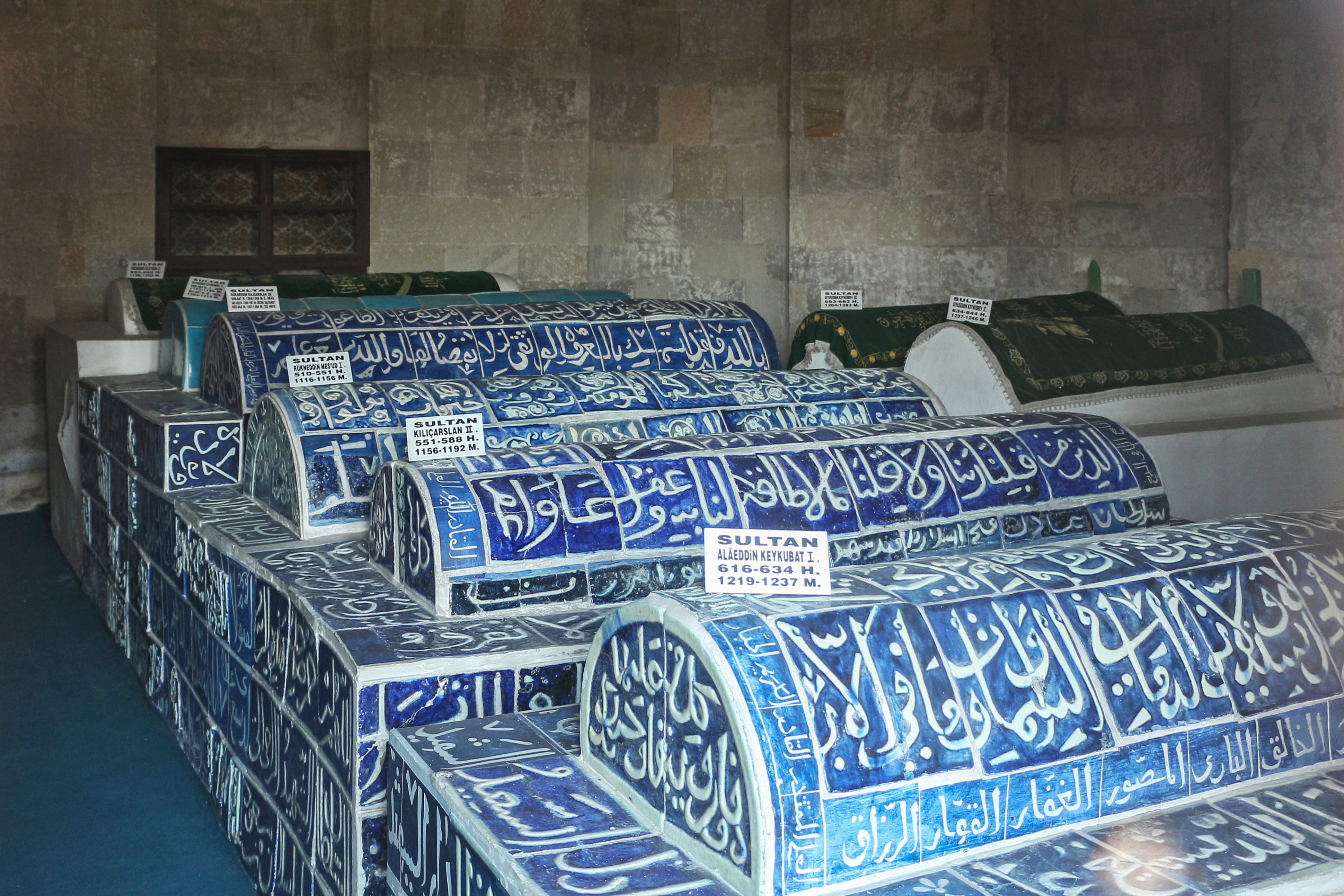
Tumba de su hijo Kilich Arslan II, que está enterrado en la misma mezquita que su padre.

| Predecesor: Melikshah | Sultán de Rum 1116-1156 | Sucesor: Kilij Arslan II |